# قلعه سورا سینگ
قلعه سورا سینگ (به انگلیسی: Qila Sura Singh) یک روستا در پاکستان است که در پنجاب واقع شده‌است. قلعه سورا سینگ ۱۶۸ متر بالاتر از سطح دریا واقع شده‌است.